# Palmyra (Vila de Nova Iorque)
Palmyra é uma vila localizada no Condado de Wayne, em Nova Iorque, nos Estados Unidos. A população é de 7.966 habitantes, de acordo com o censo de 2010.
Foi o lugar de origem do mormonismo.